# Villa Ginori (Collina)

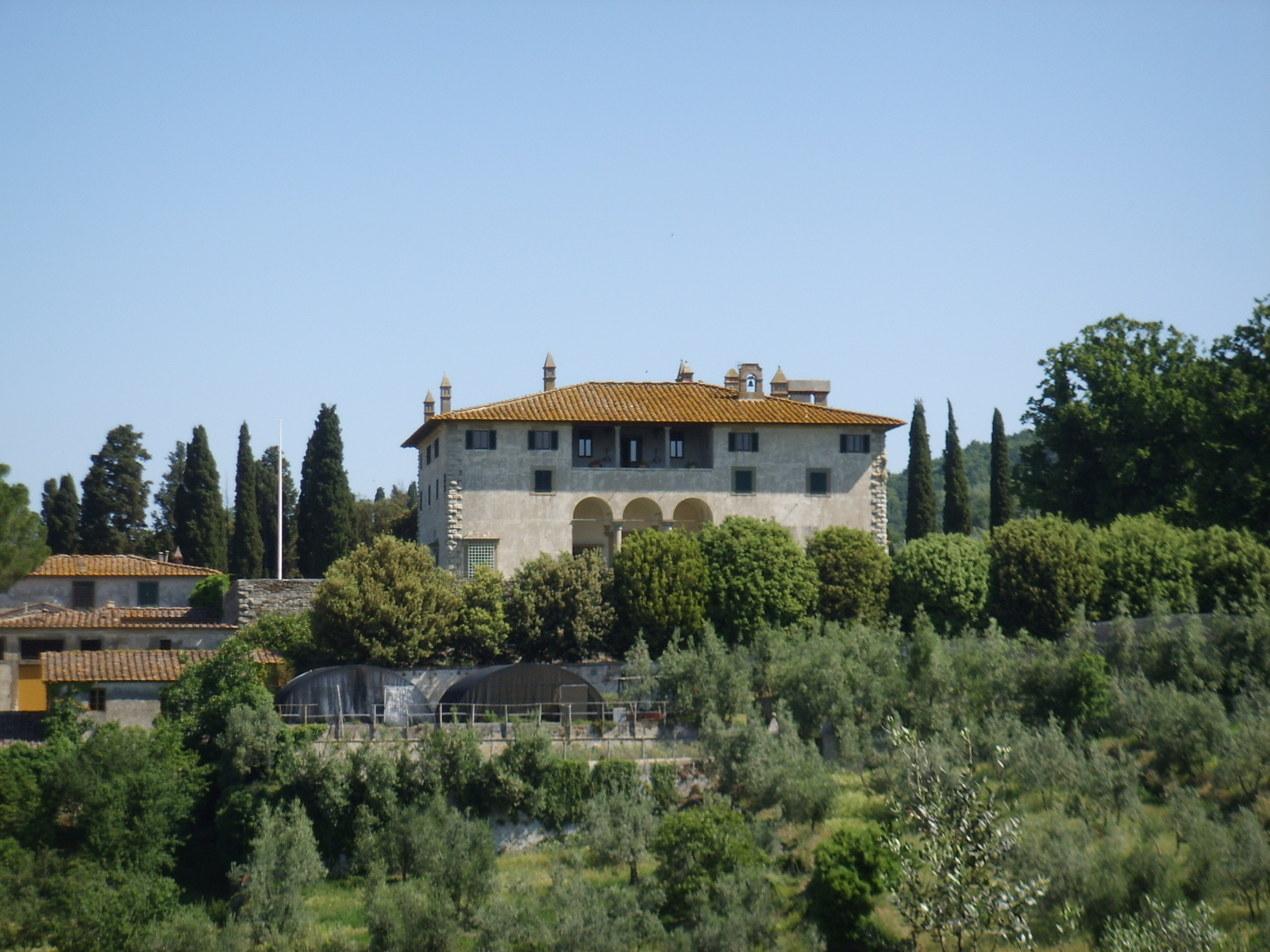
Villa Ginori a Collina

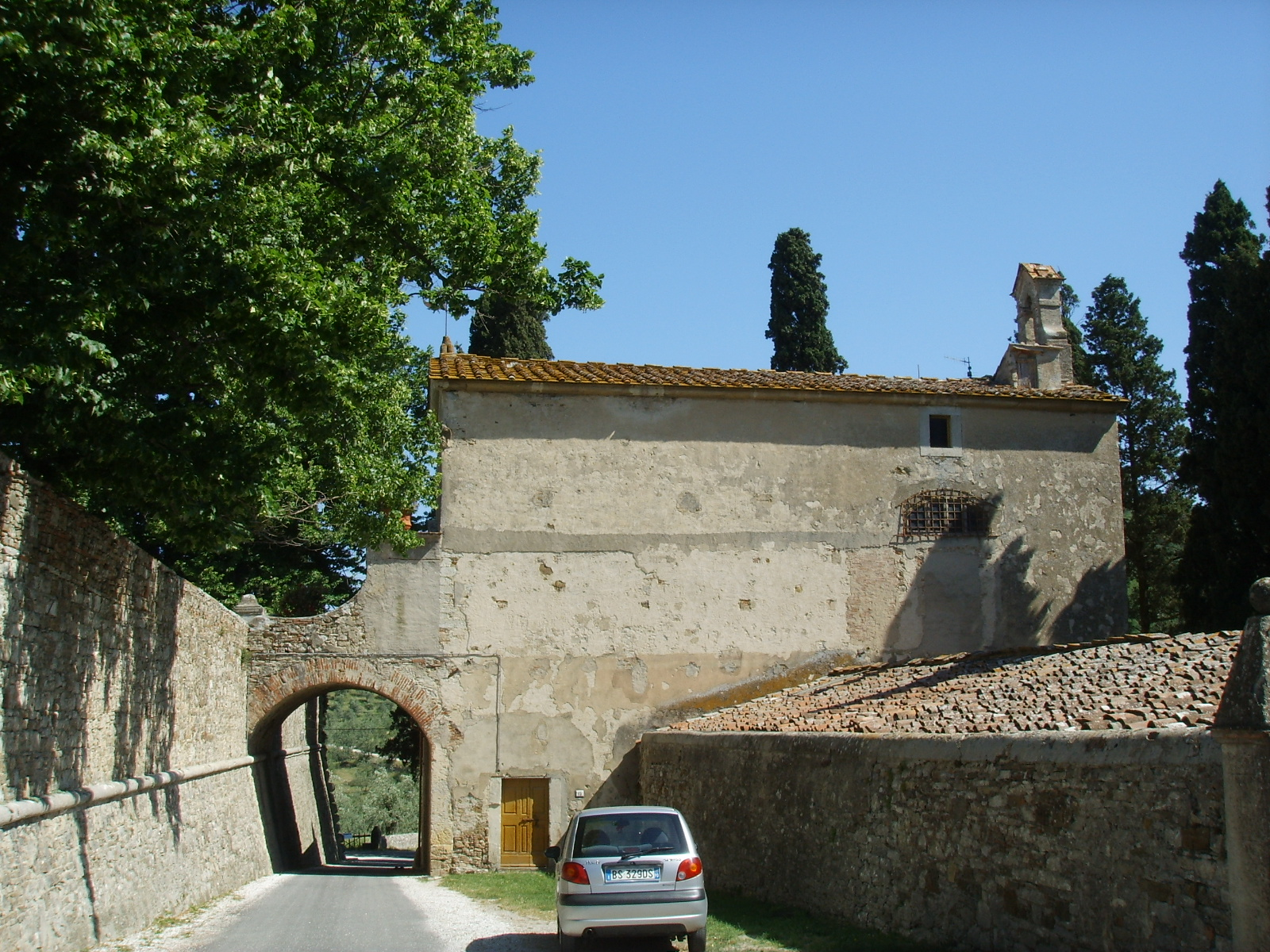
Il cavalcavia per l'oratorio

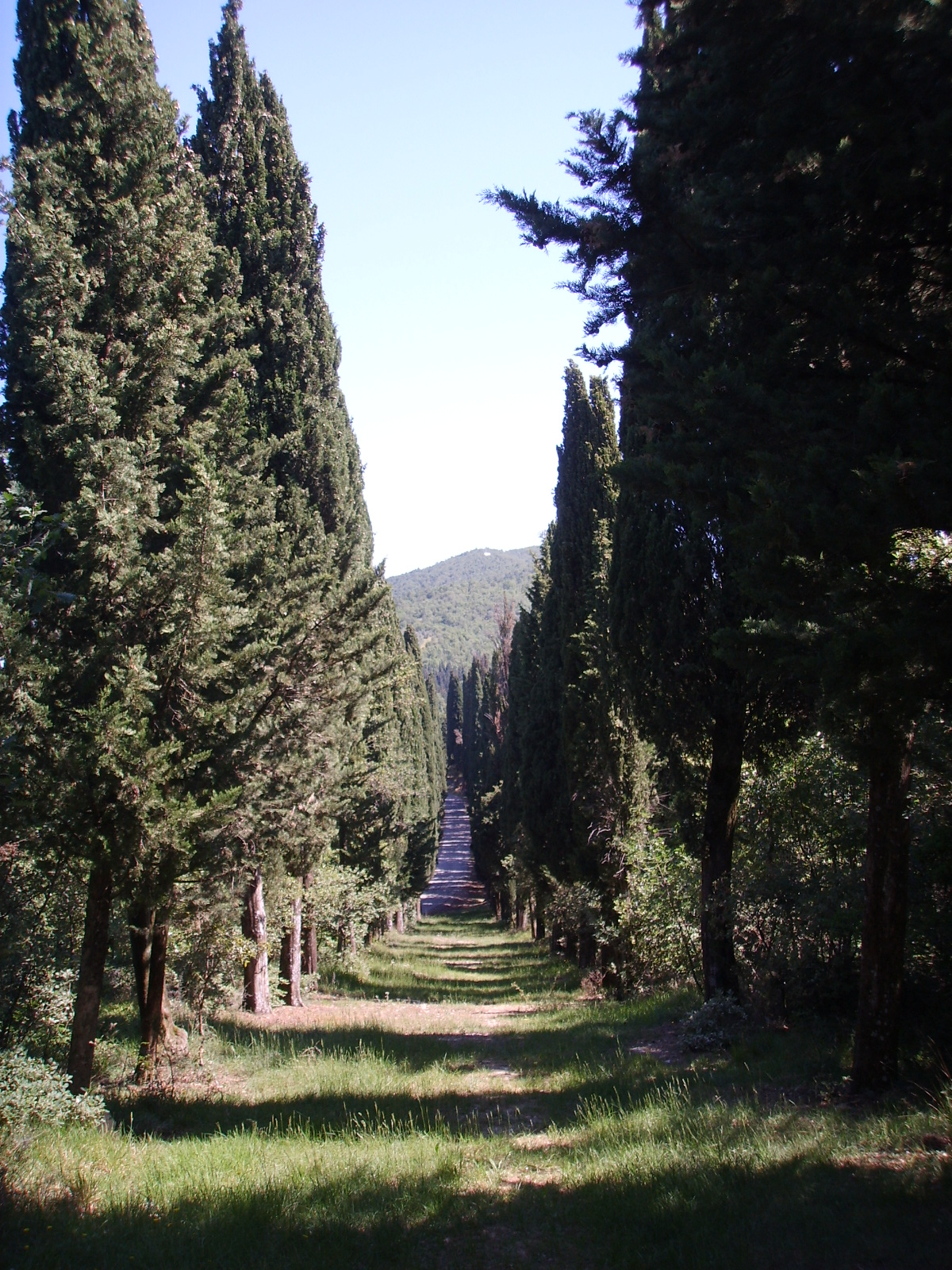
Filare di cipressi

La Villa Ginori a Collina si trova in località Collina presso Calenzano (provincia di Firenze), in via di Collina 15.
La villa si trova in posizione panoramica sulla sommità dell'omonimo colle sul quale si distende un bosco di querce e pini. Dalla strada principale si inerpica una lunga strada fiancheggiata da un doppio filare di cipressi, che conduce fino alla villa.
Anticamente appartenuta alle famiglie Aleotti, Rimbettini e Lappacci, quando pervenne ai Salviati la villa venne ingrandita ed assunse più o meno le forme attuali. Si è ipotizzato l'intervento di Baccio Bandinelli, vicino al Cardinale Giovanni Salviati.
Nel 1842 la villa e la vasta tenuta che la circondava vennero acquistate da Marianna Ginori Lisci, che aveva bisogno di una riserva di legname per la fabbrica di porcellane di Doccia (futura Richard-Ginori).
La villa venne spesso usata anche come luogo deputato alla caccia e molti furono gli ospiti illustri, come il Granduca Leopoldo II, che soggiornarono nella villa e nel casino di caccia annesso alla ragnaia, fatto costruire nel Cinquecento da Antonio di Filippo Alemanni. Un secondo viale di cipressi segue porta alla villa da un altro lato ed un terzo conduce a un poggetto con tracce di un piccolo anfiteatro, denominato la Rotonda. Un selvatico di lecci di mezzo ettaro si trova nei pressi della fattoria.
Nel 1964 la costruzione dell'A1 ha irrimediabilmente rotto l'unitarietà del complesso delle tenute.
Oggi la villa, costruita probabilmente su preesistenze, si presenta con un aspetto fortificato su un terrapieno, con grandi muri perimetrali senza molte decorazioni a parte le due logge sovrapposte che si aprono sul lato sud: al pian terreno colonne di ordine tuscanico reggono tre archi a tutto sesto, mentre al piano superiore colonne più esili fanno da appoggio direttamente alla trabeazione.
Sul lato opposto invece si apre un portale con due finestre inginocchiate in pietra. Su questo lato si trova anche un giardino murato, al quale si accede da un grande cancello, dove un tempo si trovava un orto con agrumi a spalliera e una vasca che raccoglieva l'acqua per l'irrigazione dei terrazzamenti. Internamente il salone principale si sviluppa per tutta la lunghezza dell'edificio.
Attorno alla villa un prato rettangolare fa da punto di vista privilegiato sul panorama, che arriva fino al Montalbano e permette di scorgere in lontananza anche le ville di Artimino e di Poggio a Caiano.
La via che costeggia la villa è sormontata da un cavalcavia che congiunge il corpo di fabbrica della villa con l'Oratorio della visitazione, dove si conservano pregevoli affreschi con grottesche ed Episodi della Vita di san Giovanni Battista, della cerchia di Alessandro Allori.
Oggi la villa è usata come fattoria, mentre il casino di caccia ospita un ristorante; la ragnaia appartiene ad altri privati.